# 島田秀満
島田 秀満（しまだ ひでみつ）は、戦国時代から安土桃山時代にかけての武士。織田氏の家臣。
織田信長に奉行として仕えた。弘治2年（1556年）8月に信長の母・土田御前から末盛城に招かれ、織田信行の降参を村井貞勝と共に信長に伝える。天正2年（1571年）4月25日に信長の命で東大寺八幡宮社人と大仏寺人の諸役を免除する。
秀満は兼見卿記（吉田兼見著）の天正3年（1575年）4月11日条に載ったのを最後に史料からは登場しなくなったため、この後、間もなく没したとされる。